# تری مورن
تری موران (متولد ۹ دسامبر ۱۹۵۹) روزنامه‌نگار آمریکایی است که به عنوان خبرنگار ارشد ملی در شبکه خبری ABC فعالیت می‌کرد. او در واشینگتن دی‌سی مستقر بود و سیاست‌ها و مسائل ملی را پوشش می‌داد و از کاخ سفید، دیوان عالی ایالات متحده و مسیرهای تبلیغاتی برای همه برنامه‌های ABC گزارش می‌داد. پیش‌تر، موران از سال ۲۰۱۳ تا ۲۰۱۸ به عنوان خبرنگار ارشد خارجی ABC، از سال ۲۰۰۵ تا ۲۰۱۳ به عنوان مجری همکار برنامه Nightline و از سال ۱۹۹۹ تا ۲۰۰۵ به عنوان خبرنگار ارشد کاخ سفید فعالیت کرده بود. در تاریخ ۸ ژوئن ۲۰۲۵، موران به طور نامحدود توسط ABC تعلیق شد و بعداً از این شبکه کنار گذاشته شد.

## زندگینامه
موران در شیکاگو، ایالت ایلینوی به دنیا آمد و در ماونت پرسپکت و باریگتون هیلز، هر دو در ایلینوی، بزرگ شد. او در سال ۱۹۸۲ از دانشگاه لارنس فارغ‌التحصیل شد؛ جایی که رشته زبان انگلیسی را انتخاب کرد و سردبیر روزنامه دانشجویی آن دانشگاه، The Lawrentian، بود.

### حرفه ای

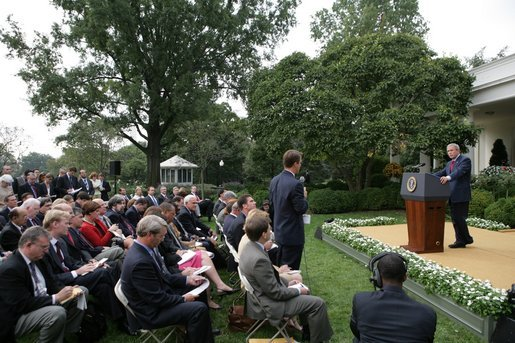
موران خطاب به رئیس جمهور جورج دبلیو بوش به عنوان خبرنگار کاخ سفید ABC News ، اکتبر 2005

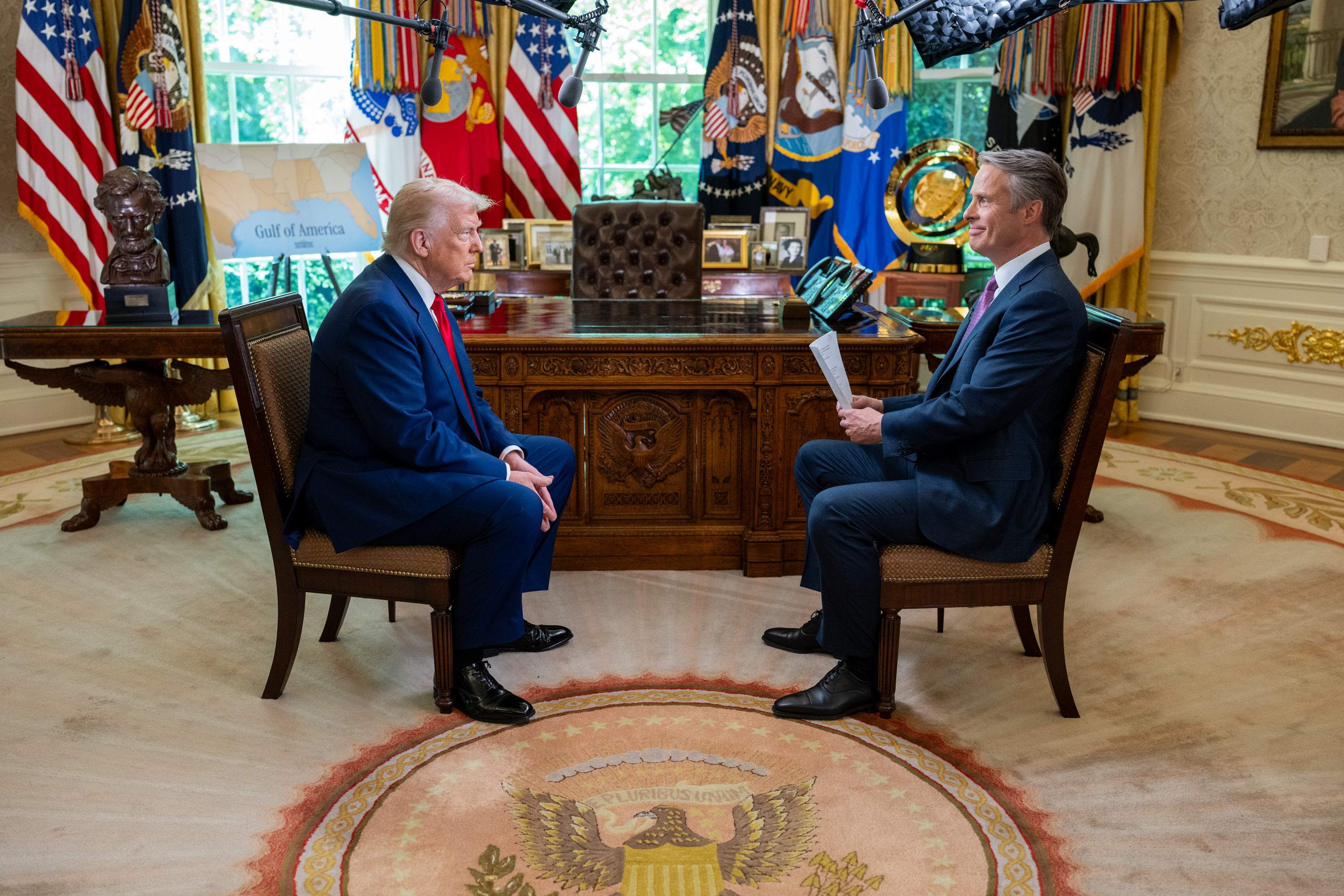
موران در حال مصاحبه با رئیس‌جمهور دونالد ترامپ در دفتر بیضی شکل کاخ سفید، آوریل ۲۰۲۵

موران حرفه روزنامه‌نگاری خود را در مجله The New Republic آغاز کرد و سپس به عنوان خبرنگار و ویراستار در نشریه Legal Times مستقر در واشینگتن دی‌سی فعالیت داشت. از سال ۱۹۹۲ تا ۱۹۹۷، موران به عنوان خبرنگار و مجری خبری برای شبکه Court TV کار کرد، جایی که با پوشش دادگاه‌های لایل و اریک منندز و او.جی. سیمپسون در لس‌آنجلس به شهرت ملی رسید، همچنین به خاطر گزارش‌هایش از دادگاه‌های جنایت جنگی بوسنی در لاهه و جلسات تأیید قاضیان کلارنس توماس، استیفن برایر و روث بدر گینزبرگ در دیوان عالی ایالات متحده شناخته شد.
موران در سال ۱۹۹۷ به شبکه خبری ABC پیوست. پس از خدمت به عنوان خبرنگار اصلی اختصاص داده شده به دیوان عالی ایالات متحده از سال ۱۹۹۸ تا ۱۹۹۹، او از سپتامبر ۱۹۹۹ تا نوامبر ۲۰۰۵ به عنوان خبرنگار ارشد کاخ سفید ABC News فعالیت کرد و دوران ریاست‌جمهوری بیل کلینتون و جرج دابلیو بوش را پوشش داد. پیش از این مسئولیت در کاخ سفید، موران کمپین انتخاباتی معاون رئیس‌جمهور، آل گور، را پوشش داده بود.
به‌عنوان مجری همکار برنامه Nightline، موران به پوشش اخبار سیاسی ادامه داد و درباره کمپین‌های انتخاباتی ریاست‌جمهوری سال‌های ۲۰۰۸ و ۲۰۱۲، ظهور حزب چای‌حزب (Tea Party) و سایر تحولات مهم گزارش داد. او همچنین بارها به خارج سفر کرد و جنگ‌های عراق و افغانستان و قیام‌های «بهار عربی» در مصر، لیبی و سوریه را پوشش داد. در نقش خبرنگار ارشد خارجی ABC، موران رهبری پوشش شبکه را در داستان‌های مهم بین‌المللی بر عهده داشت، از جمله برگزیت، بحران مهاجران در اروپا، جنگ‌های داخلی سوریه و اوکراین، و حملات تروریستی بزرگ در لندن، پاریس، بروکسل، برلین و نقاط دیگر..
در طول سال‌ها، فعالیت‌های روزنامه‌نگاری موران با جوایز متعددی مورد تقدیر قرار گرفته است، از جمله جایزه جورج فاستر پی‌بادی، جایزه امی، جایزه مریمان اسمیت از انجمن خبرنگاران کاخ سفید (دو بار) و جایزه روزنامه‌نگاری تورگود مارشال.
وقتی موران به عنوان خبرنگار ارشد خارجی ABC منصوب شد، بن شرود، رئیس وقت شبکه خبری ABC، گفت: «دامنه توانمندی‌های تری به عنوان خبرنگار استثنایی است. او به همان اندازه در مصاحبه با یک قاتل حرفه‌ای در یکی از بدنام‌ترین باندهای مکزیک مهارت دارد که در تحلیل برخی از پیچیده‌ترین تصمیمات دیوان عالی قضا... تری نویسنده‌ای درخشان و داستان‌سرایی با استعداد است که توانایی دیدن داستانی را دارد که هیچ‌کس دیگری نمی‌بیند، اهمیت آن را برای مخاطب توضیح می‌دهد و همه این کارها را به شیوه‌ای شیک و جذاب انجام می‌دهد.»
در تاریخ ۸ ژوئن ۲۰۲۵، موران توسط شبکه خبری ABC به‌دلیل یک توییت بحث‌برانگیز در نیمه‌شب (که بعدها موران آن را حذف کرد) که رئیس‌جمهور دونالد ترامپ و معاون رئیس کارکنان او، استیفن میلر را مورد انتقاد قرار می‌داد، معلق شد. متن توییت چنین بود:
«بله، او یکی از افرادی است که انگیزه‌های حرکت ترامپیستی را مفهوم‌سازی می‌کند و آنها را به سیاست تبدیل می‌کند. اما نکته جالب درباره میلر این نیست. نکته مغز او نیست، بلکه زهر است. میلر مردی است که به شدت با ظرفیت نفرت غنی شده است. او یک نفرت‌پیشه درجه یک است. فقط با نگاه کردن به او می‌توان فهمید که نفرت‌هایش غذای روحی او هستند. او نفرتش را می‌خورد. ترامپ هم یک نفرت‌پیشه درجه یک است، اما نفرت او تنها وسیله‌ای برای رسیدن به هدف است و آن هدف، جلال خود اوست. این غذای روحی اوست.»
یک سخنگوی شبکه ABC اعلام کرد که این شبکه «نماینده عینیت و بی‌طرفی در پوشش خبری خود است و حملات شخصی و ذهنی به دیگران را تأیید نمی‌کند. این پست [توسط موران] نمایانگر دیدگاه‌های ABC News نیست و با استانداردهای ما مغایرت دارد.»
در تاریخ ۱۰ ژوئن ۲۰۲۵ اعلام شد که ABC «به طور فوری» همکاری خود را با موران قطع خواهد کرد. 

## زندگی شخصی
موران دو بار ازدواج کرده است. او در اواخر دهه ۱۹۸۰ با همسر اولش، کارن اسلر، ازدواج کرد. در سال ۲۰۱۵، با همسر دومش، یوهانا کاکس، که زبان‌شناس زبان چینی و تحلیل‌گر اطلاعات چین است و پیش‌تر به عنوان خبرنگار در مجله Elle فعالیت داشته، نامزد شد. یوهانا برنده برنامه تلویزیونی واقع‌نمای Stylista بود. این زوج سه فرزند دارند. همچنین موران یک فرزند از ازدواج اول خود دارد.

## مرجع ها
1. ↑  Moran, Terry (March 12, 2019). "College admissions: The real scandal is what's perfectly legal". abcnews.go.com. ABC News. Retrieved May 8, 2018.
2. ↑  Register، Orange County Register | Orange County (۲۰۱۲-۱۲-۰۹). «Dec. 9 celebrity birthdays». Orange County Register (به انگلیسی). دریافت‌شده در ۲۰۲۵-۰۶-۱۰.
3. ↑  "Terry Moran's Biography". ABC News. 19 June 2013. Retrieved 8 June 2017.
4. 1 2  Johnson، Ted (۲۰۲۵-۰۶-۱۰). «ABC News Parts Ways With Terry Moran Over His Social Media Post About Trump And Aide Stephen Miller». Deadline (به انگلیسی). دریافت‌شده در ۲۰۲۵-۰۶-۱۰.
5. ↑  Ford, David (April 2, 2013). "ABC News Anchor Terry Moran Wins Merriman Smith Award For Excellence in Presidential Coverage Under Deadline Pressure for Second Time". ABC News. Retrieved June 20, 2013.
6. ↑  "Terry Moran Named London-Based ABC News Anchor and Chief Foreign Correspondent". ABC News (به انگلیسی). Retrieved 2023-06-22.
7. ↑  Roots, Kimberly (June 8, 2025). "ABC News Suspends Terry Moran After Scathing Social Media Post Calling Trump Official a 'World Class Hater'". TVLine. Retrieved June 8, 2025.
8. ↑  ""Stylista" winner Johanna Cox says goodbye to Elle, returns to D.C." The Washington Post. November 12, 2010. Archived from the original on May 8, 2019.
9. ↑  Salinas, Alejandro (November 20, 2008). "Washingtonian Favorites: Johanna Cox -Every Thursday, we bring you interviews with noteworthy Washingtonians. This week, we catch up with Stylista contestant Johanna Cox". Washingtonian.
10. ↑  Heil, Emily (January 6, 2015). "ABC's Terry Moran and Johanna Cox are engaged". The Washington Post. Moran, 55, is the network's chief foreign correspondent. Cox, 34, was a Washington-based linguist who landed a job at Elle magazine in 2008 by winning the CW reality TV show “Stylista.”
11. ↑  "Nightline 2009 "Terry Moran's Moment of Truth"". ABC News. May 1, 2009. Archived from the original on 2021-12-21.

## لینک های خارجی
- بیوگرافی
- وبلاگ خبری ABC
- تری مورن در توییتر
- حضور در سی-سپن

| مناصب رسانه‌ای        | مناصب رسانه‌ای                                                               | مناصب رسانه‌ای        |
| -------------------- | --------------------------------------------------------------------------- | -------------------- |
| پیشین: Sam Donaldson | ABC News Chief White House Correspondent September 1999–November 2005       | پسین: Martha Raddatz |
| پیشین: Ted Koppel    | Nightline anchor November 28, 2005- With Martin Bashir and Cynthia McFadden | پسین: Dan Abrams     |